# Karel Farský
Karel Farský (26. července 1880 Škodějov – 12. června 1927 Praha) byl český římskokatolický reformistický kněz, později spoluzakladatel, vůdčí ideová osobnost, teolog, duchovní, biskup a první patriarcha Církve československé husitské.

## Život
Narodil se v podkrkonošském Škodějově (dnes část obce Příkrý v Libereckém kraji) nedaleko Vysokého nad Jizerou jako syn Františka Farského a jeho manželky Johanny, rozené Bochové. Po ukončení docházky do obecné školy v Roprachticích absolvoval za přispění svého strýce, vyšehradského kanovníka Josefa Farského, pražské Akademické gymnázium (1892–1900). V letech 1900–1904 vystudoval teologickou fakultu Karlovy univerzity, kněžské svěcení přijal 29. 6. 1904. Následně jako kaplan dva roky (1904–1906) působil v duchovních správách Ostrov nad Ohří a Pernink, (v současnosti Karlovarský kraj). Vytrvalost, píle a cílevědomá snaha věnovat se soustavné badatelské práci jej přivedly zpátky do Prahy. Na své alma mater získal místo adjunkta (1906–1909), 4. 12. 1909 byl na základě obhájení disertační práce De Divinatione et magia in Sancta Scriptura (O božském zjevení a zázracích v Písmu svatém) prohlášen doktorem teologie. Živil se jako středoškolský profesor náboženství, vyučoval na I. a II. reálném gymnáziu v Praze (1910–1914), poté na II. reálném gymnáziu v Plzni (1914–1919).

Po vzniku Československa byl předsedou místní organizace Československé národní demokracie v Plzni a působil i v klubu duchovních této strany, kterému předsedal. Byl dlouhodobým stoupencem idejí modernismu, proto se po obnovení činnosti Jednoty katolického duchovenstva (7. 11. 1918) stal jejím členem. Aktivně se zapojil i do činnosti Ohniska, volného sdružení v rámci JKD, které podle svých stanov „... usilovalo o realizaci církevních reforem až k jejich úplnému provedení“. Na základě rozhodnutí členské schůze bylo Ohnisko dne 15. 9. 1919 rozpuštěno, založen Klub reformních kněží a Karel Farský zvolen jeho předsedou. Vzhledem k náročnosti výkonu této funkce, vyžadující jeho přítomnost v centru hnutí, opustil Plzeň a nastoupil místo tajemníka v církevním oddělení Ministerstva školství a národní osvěty, kde působil do podzimu roku 1920.
Pod jeho vedením proběhly všechny významné vnitrocírkevní události v letech 1920–1927. Stál u zrodu samostatné reformní a národní Církve československé (8. 1. 1920, státního uznání se jí dostalo 15. 9. 1920), byl členem jejího prvního řídícího grémia Církevního výboru, po jeho přejmenování v srpnu 1920 na Ústřední církevní výbor pak předsedou. Biskupem západočeským se sídlem v Praze byl zvolen v roce 1923, prvním patriarchou CČS v průběhu I. řádného sněmu (29.–30. 8. 1924). Ve velmi složitých vnějších podmínkách společenských, politických, právních a hospodářských i při vnitřních ideových sporech, ale za nadšené a obětavé podpory laiků, dokázal se svými spolupracovníky položit pevné základy svébytnosti nové církve v rovině věroučné, obřadní, organizační, vzdělávací, osvětové i vydavatelské a navázat první mezinárodní ekumenické kontakty (Stockholm 1925, USA 1925–1926). Důkazem správnosti zvolených postupů byla postupná konsolidace CČS, vzrůstající počet věřících, náboženských obcí i vlastních univerzitně vzdělávaných duchovních, spontánní výstavba nových sborových budov a vybudování vlastní bohoslovecké koleje v Praze-Dejvicích.
Pro Církev československou husitskou zůstává dodnes inspirativní osobní vklad prvního patriarchy – tvůrčí práce liturgická a ideová i příklad jeho neúnavné činnosti kazatelské, misijní, publikační, katechetické a pastorační. Jeho dílo určilo základnu bohoslužebnosti a spirituality CČSH a odráží se znatelně v její věrouce, sociální orientaci i církevních řádech, od založení po celou dobu její existence a působení.
ThDr. Karel Farský, vyčerpán a vážně nemocen, zemřel 12. června 1927 ve věku 46 let. Urna s jeho popelem je uložena v Husově sboru v Praze-Dejvicích. Odkaz prvního patriarchy se k výročnímu dni jeho úmrtí každoročně připomíná celocírkevním shromážděním v rodném Škodějově, bohoslužbami ve všech náboženských obcích a mnoha bohoslužebných střediscích; pozornost je mu věnována téměř průběžně v církevních periodikách (Český zápas, Theologická revue a kalendář Blahoslav), řada sborových budov nese jeho jméno. Sbor Dr. Karla Farského ve Vysokém nad Jizerou má ve svých prostorách zřízenu stálou expozici, věnovanou památce tohoto nejvýraznějšího z kněží-modernistů, otců-zakladatelů Církve československé husitské.

## Dílo

### Spisy
- Český problém církevní. Praha 1919
- Papežství a národ český (vydáno pod pseudonymem Pavel Nemo). Praha 1919
- Stvoření : Výklad k biblickému líčení vzniku světa v duchu církve čsl. Praha 1920
- Zpode jha : Vznik církve čsl. Praha 1920
- Obřadní příručka pro církev československou. Praha 1921
- Přelom : Vzpomínkové feuiletony k dějinám církve čsl. z r. 1918–20. Praha 1921
- Československý katechismus : Učebnice pro mládež i věřící církve československé (spolu s Františkem Kalousem). Příbram 1922
- Zpěvník písní duchovních doporučitelných bratřím a sestrám církve Československé : S přídavkem modliteb soukromých i obřadních a mešní liturgie. Praha 1923
- Náboženství v národě československém. Praha 1924
- Stát a církev : Poměr státu českého k církvi římské od prvopočátku až do roku 1924. Praha 1924
- Biblická čítanka I. – Starý zákon. Praha 1925
- Stručné informace o náboženských názorech, úkolech a organisaci církve československé. Praha 1925
- Liturgia (omša) pre cirkev československú : Poslovenčil Rudolf Biringer dľa 3. vydania. Praha 1925
- Naše Postyla : Sbírka prostých výkladů a úvah k evanděliu Jéžišovu, řada I. Praha 1925
- Zpěvník písní duchovních CČS : přidány modlitby liturgické, obřadní i některé soukromé. Praha 1927

### Katechetické a liturgické texty Karla Farského následně zpracovávané církví
- Učení náboženství křesťanského pro věřící církve československé : Dle odkazu Farského formou katechismovou sestavil a rozšířil František Kalous a Alois Spisar. Příbram 1929
- Tvoření křesťanské osobnosti / Karel Farský. Náboženská revue CČS 1929 1/2, 1929, str. 49–50
- Biblická čítanka Starého zákona pro školy měšťanské a střední. Praha 1933
- Biblická čítanka Starého zákona pro střední stupeň národních škol. Praha 1934
- Liturgie patriarchy K. Farského : K vydání připravil a úvodem opatřil prof. Alois Tuháček, nápěvy vypracoval Jos. Pícha. Praha 1939
- Postup liturgie patriarchy Dra K. Farského : Definitivní text. České Budějovice 1940
- Postily / Karel Farský : Připraveno prací kolektivu za vedení M. Kaňáka. Praha 1952
- Svěcení a zřizování duchovních církve československé / Karel Farský. Theologická revue CČSH 10/2, 1977, str. 58–59

### Dokumenty, sborníky, monografie a studie o Karlu Farském a počátcích Církve československé
- Valný sjezd církve československé 8. a 9. ledna 1921. Praha 1921
- Zpráva o I. řádném sněmu církve československé 29. a 30. srpna 1924. Praha 1924
- Sborník Dra Karla Farského : Kniha vzpomínek, dojmů a úryvků z díla a života zakladatele církve československé / Uspořádal František Pokorný. Praha 1928
- Olga Pešková-Kounovská: Farský žije. Praha 1937
- Miloslav Kaňák: Dr. Karel Farský. Praha 1951
- Alois Spisar: Ideový obsah postil Dr. Karla Farského. Praha 1952
- Otto Rutrle: Patriarcha Dr. Karel Farský – novodobý hlasatel Ježíše Krista. Praha 1952
- Stanislav Lahodný: Farský a naše dny. Praha 1955
- Václav Kadeřávek - Zdeněk Trtík: Život a víra ThDr. Karla Farského. Praha 1982
- David Frýdl, in: 90 let Církve československé husitské, str. 17–24, Praha 2010
- Tomáš Butta, in: 90 let Církve československé husitské, str. 175–177, Praha 2010
- Liturgie podle patriarchy Karla Farského – aktuální znění in: Bohoslužebná kniha Církve československé husitské. Praha 1992; anglický překlad The Liturgy of the Czechoslovak Hussite Church. Praha 1998; německý překlad Tschechoslowakische Hussitische Kirche und ihr Gottesdienst (Liturgie). Praha 2001
- Zpěvník církve československé husitské. Praha 2001

## Fotogalerie

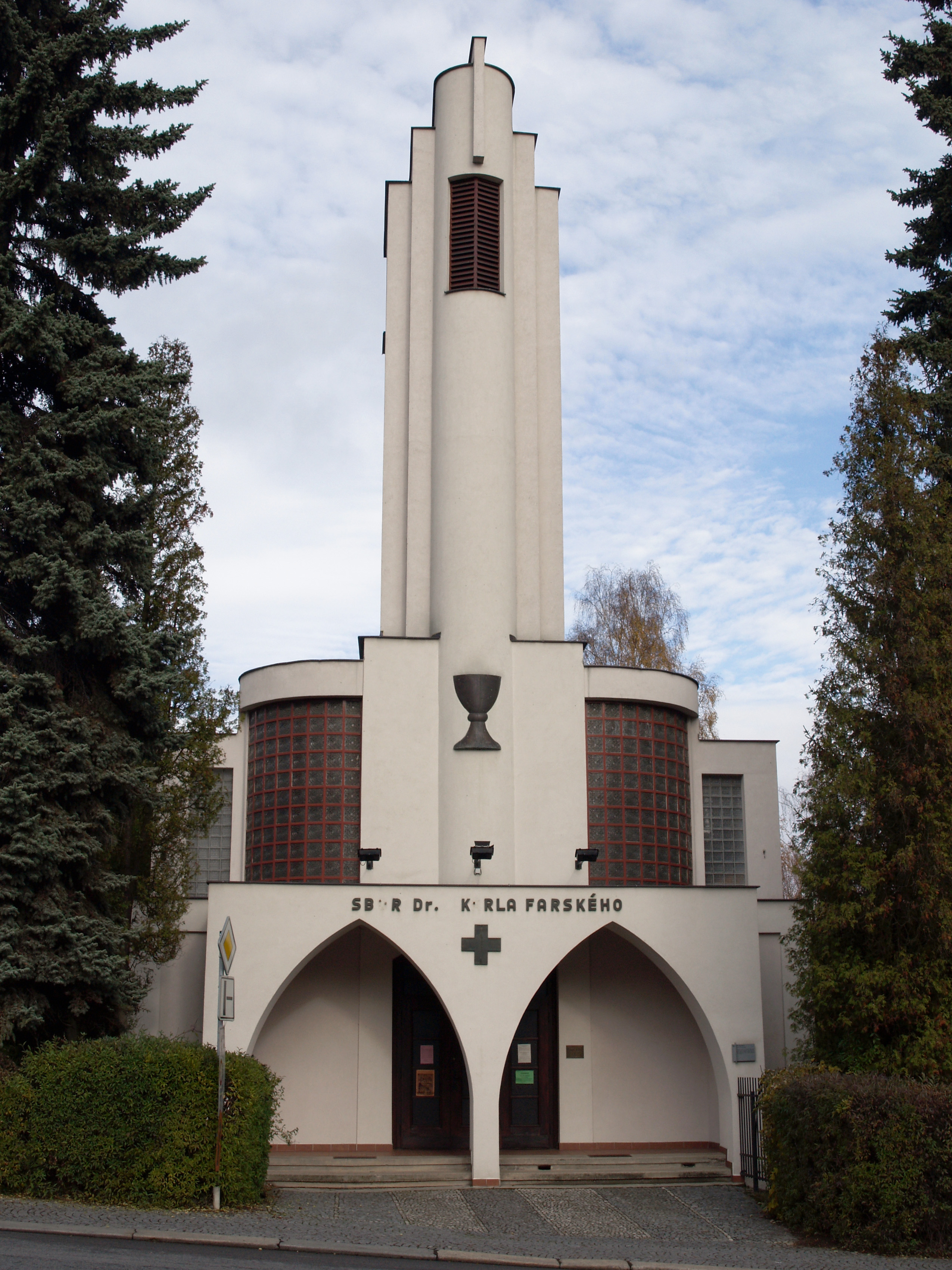
Budova Sboru Dr. Karla Farského Církve československé husitské v Semilech-Podmoklicích
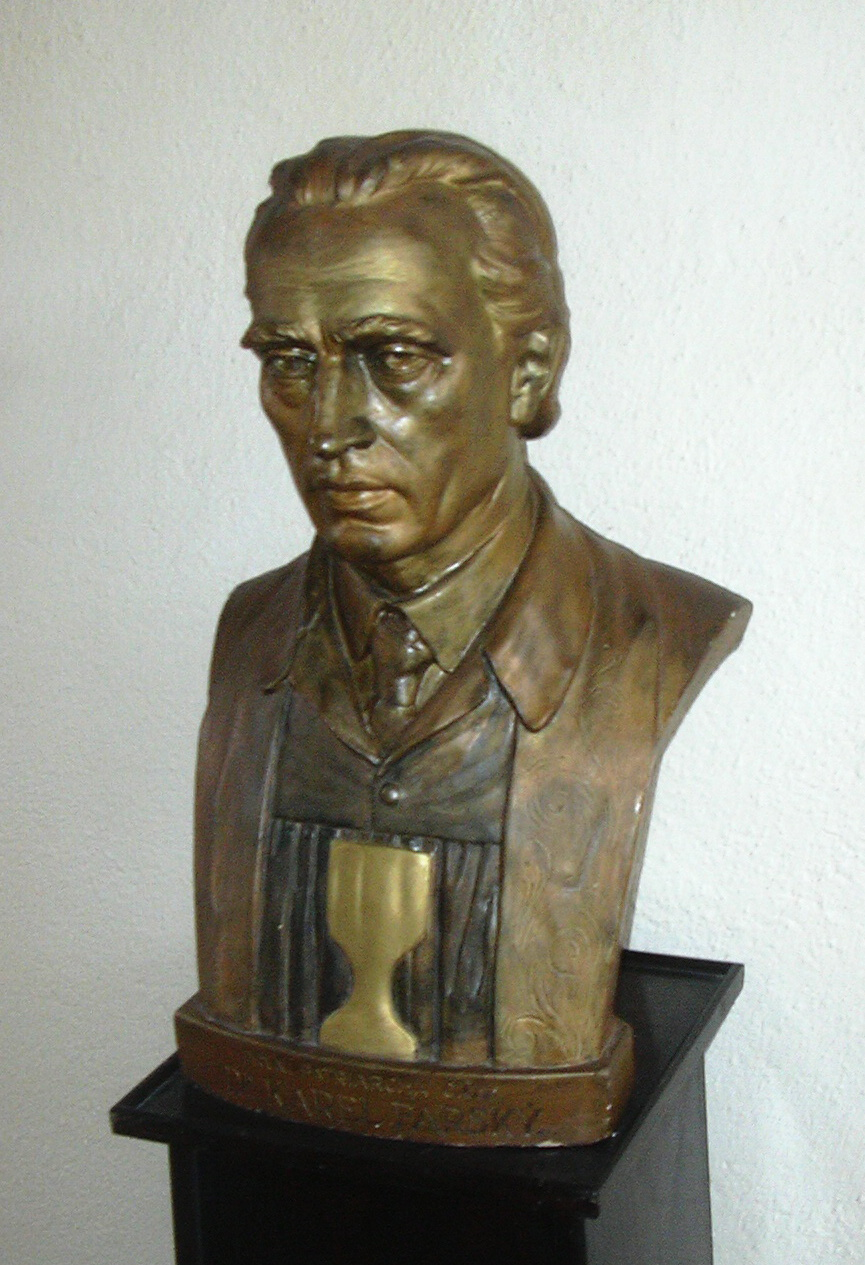
Busta Karla Farského ve Vyškově